# Dan Lemmon
Dan Lemmon é um supervisor de efeitos visuais estadunidense. Foi indicado ao Óscar em duas ocasiões: Rise of the Planet of the Apes e Dawn of the Planet of the Apes. Também se destacou na produção de The Jungle Book, Avatar e Titanic.